# Donat (Muntogna da Schons)
Donat (do 2002 Donath) – miejscowość w gminie Muntogna da Schons w Szwajcarii, w kantonie Gryzonia, w regionie Viamala. Do 31 grudnia 2020 samodzielna gmina. 1 stycznia 2003 do gminy przyłączono gminę Patzen-Fardün.